# Política de la Unión Soviética

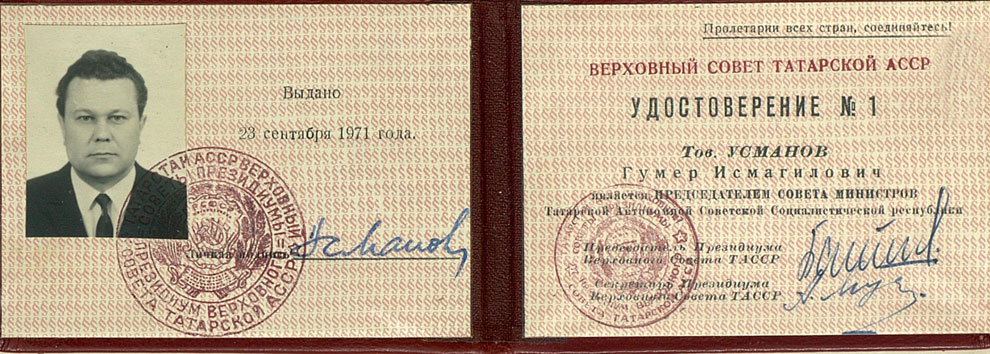
Documentos de identidad de Gumer Usmanov, Presidente del Consejo de Ministros de la República Autónoma Socialista Soviética Tártara

El sistema político de la Unión Soviética se caracterizó por el papel rector del Partido Comunista de la Unión Soviética (PCUS), único partido que fue permitido por la Constitución soviética.

## Antecedentes
Los bolcheviques que tomaron el poder durante la Revolución de Octubre, en la fase final de la Revolución rusa, fueron el primer partido comunista que trató de aplicar la variante leninista del marxismo de una manera práctica. A pesar de que el partido creció muy rápidamente de veinticuatro mil a cien mil miembros durante la Revolución rusa, y con el apoyo del 25% de los votos para la Asamblea Constituyente en marzo de 1917, los bolcheviques eran un partido minoritario cuando tomaron el poder por la fuerza en Petrogrado y Moscú. Sus ventajas fueron disciplina y una plataforma de apoyo a los movimientos de los trabajadores, campesinos, soldados y marineros que se habían apoderado de las fábricas, organizar sóviets, apropiarse de tierras que pertenecían a la aristocracia y otros grandes terratenientes, las deserciones desde el ejército y el amotinamiento contra la armada durante la Revolución.
Karl Marx no hizo otras propuestas detalladas para la estructura de una sociedad y gobierno socialista o comunista que no fuese la del reemplazo del capitalismo por el socialismo y finalmente el comunismo por la victoriosa clase obrera. Lenin, el líder de los bolcheviques, desarrolló una teoría en la que el Partido Comunista debía servir de vanguardia del proletariado, gobernando en su nombre e intereses, pero al igual que Marx, no había desarrollado un programa económico o político detallado. El nuevo gobierno comunista de la Unión Soviética se enfrentó a alarmantes problemas: el extendimiento del control práctico más allá de las grandes ciudades, combatir la contrarrevolución y los partidos políticos opositores, hacer frente a una guerra y la creación de un nuevo sistema económico y político.
A pesar de que el Partido Comunista era una coalición de revolucionarios comprometidos con una relativa disciplina, los bolcheviques no compartían la misma opinión, cada uno tenía sus diferentes puntos de vista sobre lo que era práctico y adecuado. Estas tendencias divergentes darían lugar a debates en el seno del partido durante la siguiente década, seguido de un periodo de consolidación del Partido cuando se adoptaron programas definidos.

## Poder Legislativo

### Congreso de los Sóviets (1922-1936) y Sóviet Supremo (1936-1989)
El Congreso de los Sóviets era el órgano supremo de poder de acuerdo con el artículo 8 de la Constitución soviética de 1924 para más tarde ser reemplazado en el artículo 30 de la Constitución soviética de 1936 por el Sóviet Supremo, que funcionó como la autoridad más elevada del estado y la única rama legislativa de la Unión Soviética. De acuerdo con el artículo 108 de la Constitución soviética de 1977, el Sóviet Supremo estuvo facultado para hacer frente a todos los asuntos acontecidos en la jurisdicción de la Unión Soviética. La admisión de nuevas repúblicas; la creación de nuevas repúblicas o regiones autónomas; la aprobación de los planes quinquenales para la economía nacional; la creación del presupuesto del Estado y la institución de organismos de los que la Unión Soviética era responsable fueron la prerrogativa exclusiva del Sóviet Supremo. El derecho soviético fue promulgado por el Sóviet Supremo o por referéndum.
El Sóviet Supremo constaba de dos cámaras: el Sóviet de la Unión y el Sóviet de las Nacionalidades; ambas cámaras tenían los mismos derechos e igual número de suplentes. El Sóviet de la Unión fue elegido por circunscripciones con poblaciones iguales; el Sóviet de las Nacionalidades fue elegido sobre la base de la representación siguiente: treinta y dos diputados de cada república de la Unión Soviética, once diputados de cada república autónoma, cinco diputados de cada comunidad autónoma, y un suplente por cada área autónoma. Ambos Sóviets (previa presentación de las comisiones de credenciales elegidas) tenían el poder de decidir la validez de las credenciales de los diputados electos, y (en casos de violación de la ley electoral) podían declarar la elección nula y sin efecto. Además, ambas cámaras eligieron a un presidente y cuatro diputados. Los presidentes de los Sóviets presidían las sesiones de sus respectivas cámaras y llevaban a cabo sus asuntos. Las sesiones conjuntas de ambas cámaras fueron presididas alternativamente por ambos presidentes.

### Congreso de los Diputados del Pueblo y Consejo de Estado (1989-1991)
A través de una enmienda constitucional realizada por Mijaíl Gorbachov, el Sóviet Supremo se convirtió en el parlamento permanente elegido por el Congreso de los Diputados del Pueblo. En las elecciones legislativas de la Unión Soviética de 1989, el pueblo soviética pudo elegir democráticamente por primera vez a los candidatos. La nueva enmienda exigía un órgano de trabajo más pequeño que sería elegido por los 2250 miembros del Congreso. Un tercio de los escaños estuvieron reservados para el Partido Comunista de la Unión Soviética y otras organizaciones públicas. La enmienda estableció claramente que podrían participar multitud de candidatos en las elecciones, y los votantes soviéticos sorprendieron a las autoridades votando por candidatos de partidos ajenos al PCUS y reformadores. Sin embargo, se estimó que los reformadores ganaron solamente alrededor de 300 escaños. Tras el fallido intento de golpe de Estado en agosto, el Consejo de Estado se convirtió en máximo órgano de poder del Estado durante el período terminal de desintegración de la URSS

## Poder Ejecutivo

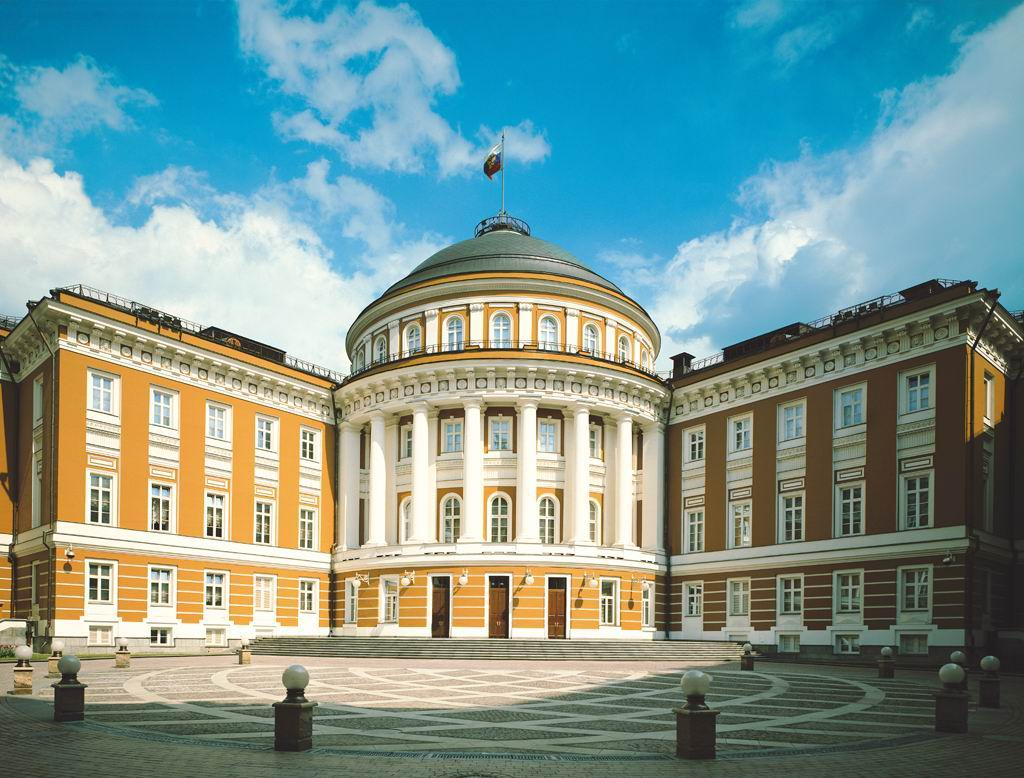
El Palacio del Senado del Kremlin, sede del Consejo de Comisarios del Pueblo desde 1923 hasta 1946, y del Consejo de Ministros desde 1946 hasta 1991.

### Consejo de Comisarios del Pueblo (1922-1946) y Consejo de Ministros (1946-1991)
Según la Constitución de la Unión Soviética de 1924, el poder ejecutivo estaba encabezado por el Consejo de Comisarios del Pueblo. En la Constitución soviética de 1977, el Consejo de Ministros era el jefe del poder ejecutivo. El Consejo de Ministros se formó en una reunión conjunta del Soviet de la Unión y el Soviet de Nacionalidades. El Consejo estaba formado por el presidente, los primeros diputados, los diputados, los ministros, los presidentes de los comités estatales y los presidentes del Consejo de Ministros de las Repúblicas Soviéticas. El presidente del Consejo de Ministros podría recomendar al Sóviet Supremo a otros jefes de organizaciones de la Unión Soviética como miembros del Consejo. El Consejo de Ministros depositó su poder antes de la primera sesión del recientemente elegido Sóviet Supremo.
El Consejo de Ministros era a la vez responsable y responsable ante el Sóviet Supremo, y en el período entre sesiones del Sóviet Supremo era responsable ante el Presídium del Sóviet Supremo. El Consejo de Ministros informaba periódicamente al Sóviet Supremo sobre su labor [15]. Se le encomendó la tarea de resolver todos los deberes administrativos estatales dentro de la jurisdicción de la Unión Soviética, en la medida en que no estuvieran bajo la competencia del Sóviet Supremo o del Presidium. Dentro de sus límites, el Consejo de Ministros tenía autoridad para realizar las siguientes tareas:
- Asegurar la gestión de la economía nacional y su construcción y desarrollo sociocultural.
- Formular y presentar el plan quinquenal de "desarrollo económico y social" y el presupuesto estatal al Sóviet Supremo y presentar su cumplimiento al Sóviet Supremo.
- Defender los intereses del estado, la propiedad socialista y el orden público y protege los derechos de los ciudadanos soviéticos.
- Garantizar la seguridad del estado.
- Ejercer el liderazgo general de las fuerzas armadas soviéticas y determinar cuántas se incorporarán al servicio.
- Ejercer el liderazgo general sobre las relaciones exteriores soviéticas; comercio y cooperación económica, científico-técnica y cultural de la URSS con países extranjeros. También confirmó y anunció los tratados internacionales firmados por la URSS.
- Establecer las organizaciones necesarias dentro del Consejo de Ministros en materia económica, sociocultural y de defensa.
- El Consejo de Ministros también tenía la facultad de emitir decretos y resoluciones y verificar posteriormente su ejecución. Todas las organizaciones estaban obligadas a seguir los decretos y resoluciones emitidos por el Consejo de Ministros de toda la Unión.[3]  El Consejo de toda la Unión también tenía la facultad de suspender todas las cuestiones y decretos dictados por él mismo o por las organizaciones subordinadas a él.[4] Coordinó y dirigió el trabajo de las repúblicas y sus ministerios, comités estatales y otros órganos subordinados al Consejo de toda la Unión. Finalmente, la competencia del Consejo de Ministros y su Presidium en sus procedimientos y actividades (y su relación con los órganos subordinados) fue definida en la constitución soviética por la ley del Consejo de Ministros de la Unión Soviética.[5]

## Poder Judicial

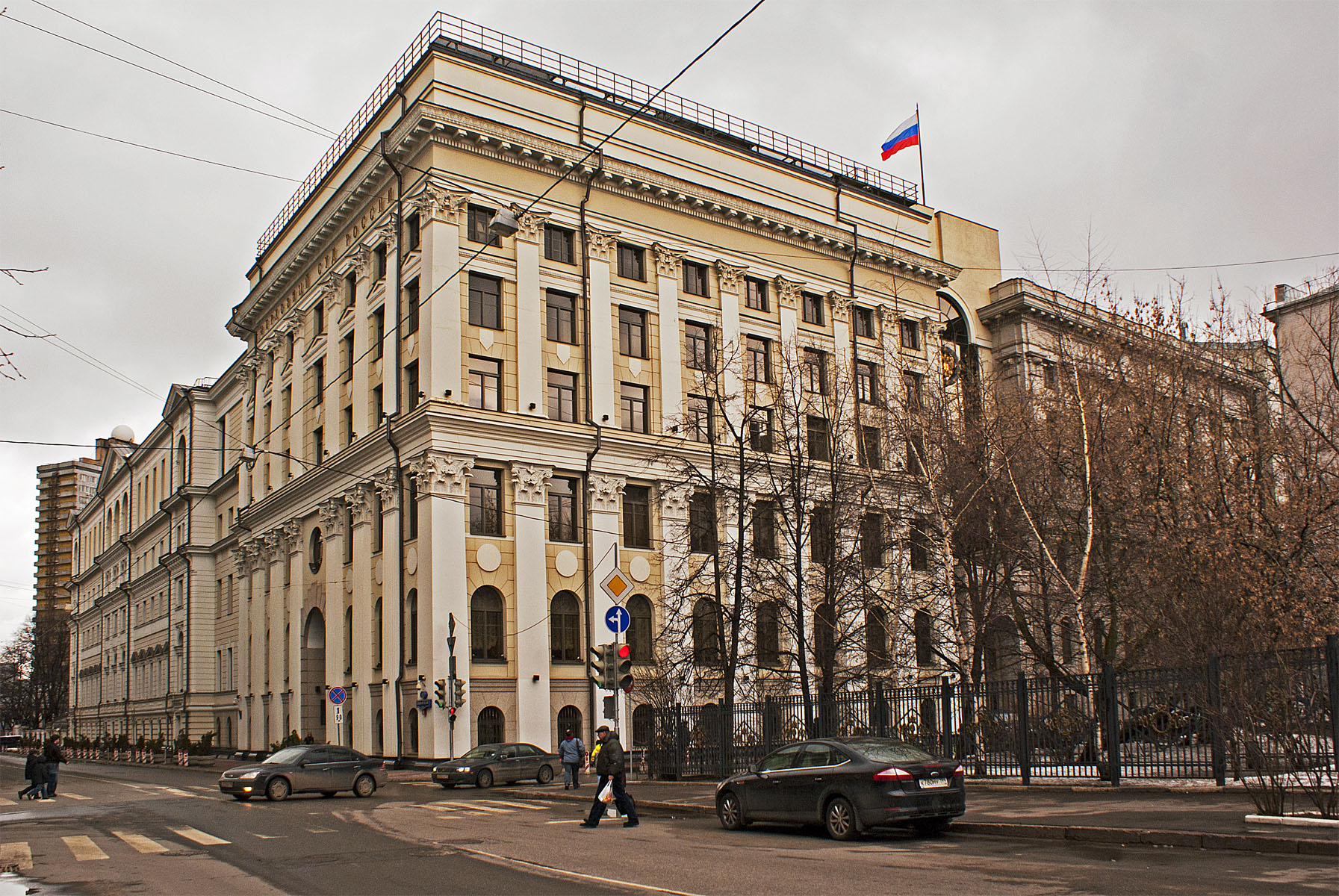
Sede de la Corte Suprema.

### Corte Suprema de la Unión Soviética (1922-1991)
La Corte Suprema era el máximo órgano judicial del país, ya que supervisaba la administración de justicia por parte de los tribunales de la Unión Soviética y sus repúblicas dentro de los límites de la ley establecida. La dirección de la Corte Suprema era elegida por el Sóviet Supremo. Las excepciones eran los presidentes de los Tribunales Supremos de las Repúblicas Soviéticas, que eran miembros ex officio. La organización y los procedimientos de la Corte Suprema estaban definidos por ley. Como se establece en el artículo 157 de la Constitución de Brézhnev, «la justicia se administra en la URSS sobre el principio de igualdad de los ciudadanos ante la ley y los tribunales».  En los artículos siguientes, se aclaró que todas las personas (sin importar sus circunstancias) tenían derecho a asistencia jurídica. Todos los procedimientos judiciales en la Unión Soviética se llevaban a cabo en el idioma de la república soviética, «república autónoma, óblast autónomo o distrito autónomo», o en el idioma hablado por la mayoría de la población de la localidad. Las personas que participaban en los procedimientos judiciales sin conocimientos del idioma tenían derecho a familiarizarse plenamente con los materiales del caso, derecho a un intérprete durante los procedimientos y derecho a dirigirse al tribunal en su propio idioma. 
Según el Artículo 165, el procurador General era nombrado para el cargo por el Sóviet Supremo. El Procurador General era responsable ante el Sóviet Supremo, o, entre sesiones del Sóviet Supremo, ante el Presídium del Sóviet Supremo. El Procurador General supervisaba la mayoría de las actividades de los organismos soviéticos, como ministerios, comités estatales y fiscales generales locales. Los organismos subordinados al Procurador General ejercían sus funciones con independencia de la intromisión del Estado soviético y estaban subordinados únicamente a la Fiscalía General. La organización y los procedimientos de estos organismos subordinados estaban definidos en la Ley de la Fiscalía General de la Unión Soviética

## Poder del Partido
Según el artículo 62 de la Constitución soviética, "la fuerza dirigente y rectora de la sociedad soviética y el núcleo de su sistema político, de todas las organizaciones estatales y públicas, es el Partido Comunista de la Unión Soviética. El PCUS existe para el pueblo y sirve al pueblo ". El Partido Comunista era oficialmente un partido comunista marxista-leninista que determinaba el desarrollo general de la sociedad soviética tanto en política interior como exterior. También dirigió la "gran obra" de construir el comunismo mediante la planificación centralizada de la economía y la lucha por la victoria del comunismo. Todas las organizaciones del Partido Comunista tenían que seguir el marco establecido por la Constitución soviética de 1977. El Partido Comunista controlaba el aparato de gobierno y tomaba decisiones que afectaban la economía y la sociedad. El Partido Comunista siguió la ideología del marxismo-leninismo y funcionó según el principio del centralismo democrático. Los órganos primarios del partido eran el Politburó, el máximo órgano de toma de decisiones; la Secretaría, el controlador de la burocracia del partido; y el Comité Central, el foro político del partido. La afiliación al partido llegó a más de 19 millones (9,7 por ciento de la población adulta) en 1987 y estaba dominada por profesionales rusos masculinos. Los miembros del partido ocuparon puestos de autoridad en todas las instituciones oficialmente reconocidas en todo el país.
El régimen de partido único combinado con el centralismo democrático, que en la práctica consistía en una estructura jerárquica que, con la ayuda de una organización de policía secreta, hacía cumplir las decisiones tomadas por el partido gobernante, así como sobre el personal de todas las instituciones gubernamentales, incluidos los tribunales, la prensa y la cultura. y organizaciones económicas y sindicatos.